# Craugastor milesi
Craugastor milesi là một loài ếch thuộc họ Craugastoridae.
Đây là loài đặc hữu của Honduras.
Môi trường sống tự nhiên của chúng là vùng núi ẩm nhiệt đới hoặc cận nhiệt đới và sông ngòi.
Chúng hiện đang bị đe dọa vì mất môi trường sống.